# Públicos no Campeonato Brasileiro de Futebol

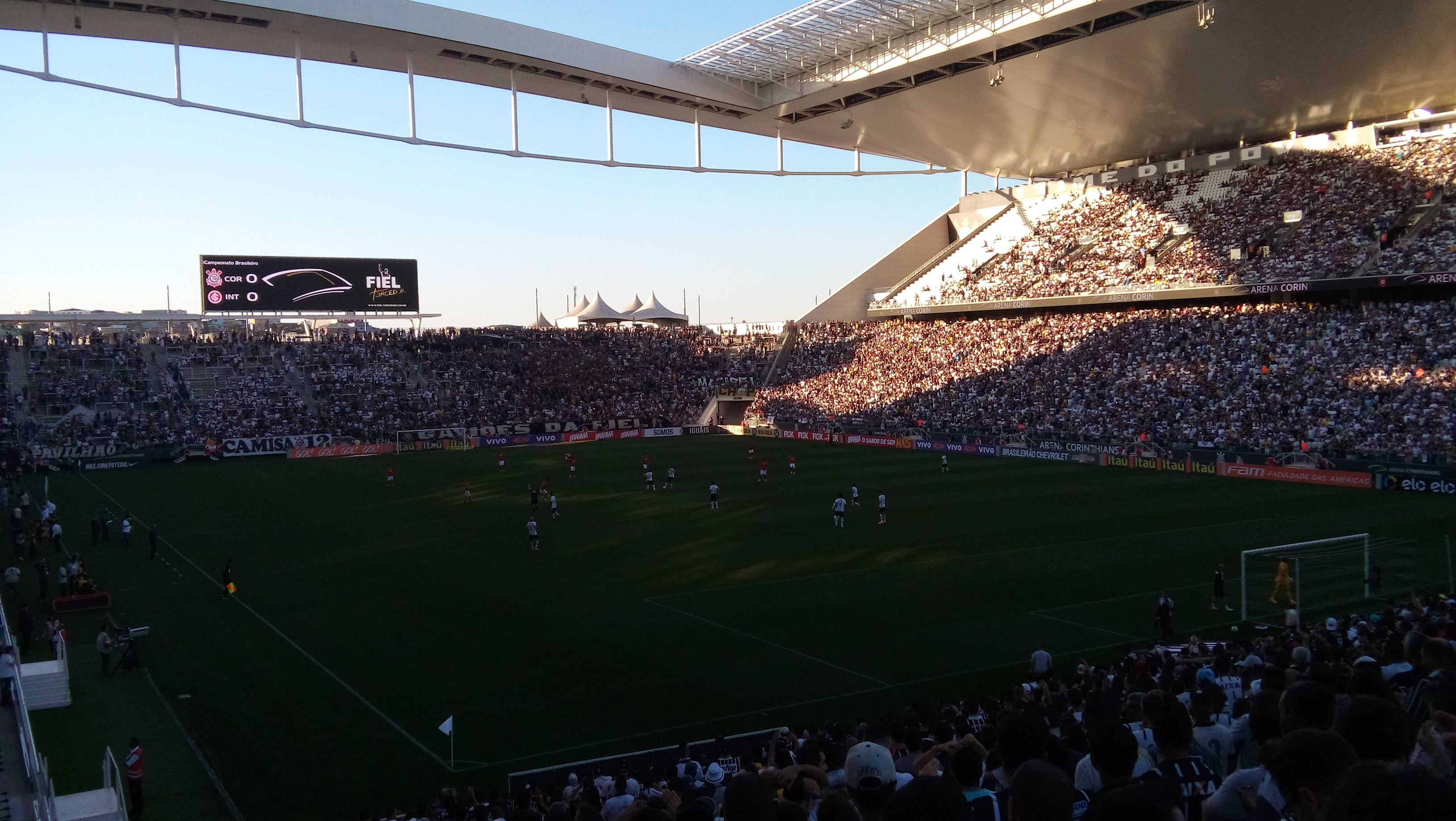
Vista da Arena Corinthians - Setores Leste e Norte.

## Maiores públicos
Contabilizadas partidas com públicos acima de 110.000 pagantes.
| Nº | Público | Mandante         | Placar | Visitante        | Estádio    | Data                    |
| -- | ------- | ---------------- | ------ | ---------------- | ---------- | ----------------------- |
| 1  | 155 523 | Flamengo         | 3–0    | Santos           | Maracanã   | 29 de maio de 1983      |
| 2  | 154 335 | Flamengo         | 3–2    | Atlético Mineiro | Maracanã   | 1 de junho de 1980      |
| 3  | 146 043 | Fluminense       | 1–1    | Corinthians      | Maracanã   | 5 de dezembro de 1976   |
| 4  | 138 107 | Flamengo         | 1–1    | Grêmio           | Maracanã   | 18 de abril de 1982     |
| 5  | 135 487 | Botafogo         | 3–1    | Flamengo         | Maracanã   | 19 de abril de 1981     |
| 6  | 128 781 | Fluminense       | 0–0    | Vasco da Gama    | Maracanã   | 27 de maio de 1984      |
| 7  | 122 001 | Botafogo         | 2–2    | Flamengo         | Maracanã   | 19 de julho de 1992     |
| 8  | 121 353 | Flamengo         | 1–1    | Vasco da Gama    | Maracanã   | 8 de maio de 1983       |
| 9  | 120 441 | Flamengo         | 2–1    | Guarani          | Maracanã   | 11 de abril de 1982     |
| 10 | 118 777 | Vasco da Gama    | 2–2    | Internacional    | Maracanã   | 28 de julho de 1974     |
| 11 | 118 370 | Fluminense       | 0–0    | Corinthians      | Maracanã   | 20 de maio de 1984      |
| 12 | 118 162 | Flamengo         | 1–0    | Atlético Mineiro | Maracanã   | 29 de novembro de 1987  |
| 13 | 117 353 | Botafogo         | 0–0    | Flamengo         | Maracanã   | 16 de abril de 1981     |
| 14 | 115 002 | Corinthians      | 4–1    | Flamengo         | Morumbi    | 6 de maio de 1984       |
| 15 | 114 481 | Santos           | 2–1    | Flamengo         | Morumbi    | 22 de maio de 1983      |
| 16 | 113 479 | Atlético Mineiro | 0–0    | Santos           | Mineirão   | 15 de maio de 1983      |
| 17 | 113 286 | Corinthians      | 2–1    | Internacional    | Morumbi    | 21 de novembro de 1976  |
| 18 | 112 993 | Vasco da Gama    | 2–1    | Cruzeiro         | Maracanã   | 1 de agosto de 1974     |
| 19 | 112 403 | Fluminense       | 1–1    | Atlético Mineiro | Maracanã   | 20 de dezembro de 1970  |
| 20 | 112 047 | Flamengo         | 1–4    | Palmeiras        | Maracanã   | 9 de dezembro de 1979   |
| 21 | 111 260 | Flamengo         | 2–1    | Vasco da Gama    | Maracanã   | 5 de maio de 1983       |
| 22 | 111 111 | Santos           | 3–2    | Flamengo         | Morumbi    | 27 de fevereiro de 1983 |
| 23 | 110 877 | Vasco da Gama    | 3–0    | Grêmio           | Maracanã   | 19 de maio de 1984      |
| 24 | 110 438 | Bahia            | 2–1    | Fluminense       | Fonte Nova | 12 de fevereiro de 1989 |

Fontes: Revista Placar - Guia do Brasileirão 2010 e GloboEsporte.com.
- Maior torcida visitante: Corinthians-SP. Em 1976, 40.000 torcedores estiveram no Maracanã torcendo pelo clube paulista na semifinal contra a equipe do Fluminense, inclusive as de rivais cariocas do Fluminense - esta é a maior torcida a favor de time visitante na história do futebol brasileiro.Embora, de acordo com registros dos jornais da época, o presidente do Fluminense, Francisco Horta, tenha disponibilizado 40 mil ingressos para a torcida corintiana, ao longo dos anos, o número estimado de torcedores propagado pela torcida corintiana e pelos veículos de imprensa paulista vem aumentando, passando para 50, 60 e até 70 mil corintianos, sem, na verdade, um real embasamento para tal. [3][4]

Por estádios
1. Maracanã: 19
2. Morumbi: 4
3. Fonte Nova e  Mineirão: 1

Por décadas
1. Década de 1980 (1981-1990): 16
2. Década de 1970 (1971-1980): 6
3. Década de 1960 (1961-1970) e Década de 1990 (1991-2000): 1

Por clubes mandantes
- Nos casos dos 6 clássicos cariocas listados, os dois clubes foram pontuados, independente do mando de campo, por conta de todos jogarem no Maracanã.

1. Flamengo: 11
2. Vasco da Gama: 5
3. Fluminense: 4
4. Botafogo: 3
5. Corinthians e  Santos: 2
6. Atlético Mineiro e  Bahia: 1

## Menores públicos
- Abaixo segue a lista dos 11 menores públicos da história do Brasileirão - sem contar os jogos em que o clube mandante recebeu como punição jogar com portões fechados para o público (0 pagantes, portanto)
- Dos 11 menores públicos, seis aconteceram na década de 1990; dois na década de 1970; dois na década de 1980; e apenas um após o ano 2000.

| #  | Público | Mandante            | Placar | Visitante   | Estádio       | Data                   |
| -- | ------- | ------------------- | ------ | ----------- | ------------- | ---------------------- |
| 1  | 55      | Juventude           | 2–1    | Portuguesa  | Olímpico      | 3 de dezembro de 1997  |
| 2  | 71      | Vasco               | 1–0    | Paraná      | São Januário  | 28 de novembro de 1994 |
| 3  | 74      | Atlético Paranaense | 1–1    | Figueirense | Couto Pereira | 24 de junho de 1978    |
| 4  | 129     | Fluminense          | 0–0    | Sport       | Laranjeiras   | 11 de novembro de 1993 |
| 5  | 134     | Uberaba             | 3–2    | América-RN  | Uberabão      | 22 de junho de 1978    |
| 6  | 146     | Villa Nova-MG       | 0–2    | Bangu       | Mineirão      | 17 de abril de 1985    |
| 7  | 162     | Fluminense          | 0–2    | Grêmio      | Rua Bariri    | 8 de novembro de 1997  |
| 7  | 162     | Botafogo            | 3–3    | Vitória     | Caio Martins  | 20 de novembro de 1996 |
| 9  | 177     | America-RJ          | 1–0    | Palmeiras   | São Januário  | 9 de novembro de 1988  |
| 10 | 187     | Goiás               | 0–0    | Fortaleza   | Serra Dourada | 27 de outubro de 1993  |
| 10 | 187     | Vitória             | 1–0    | Coritiba    | Barradão      | 6 de dezembro de 2003  |

Fonte: Guia dos Curiosos
Menor público entre os jogos que decidiram os títulos brasileiros
| Público | Mandante  | Placar | Visitante | Estádio | Data                  | Notas | Ref.                |
| ------- | --------- | ------ | --------- | ------- | --------------------- | --- | ------------------- |
| 8.210   | Palmeiras | 3–1    | Botafogo  | Morumbi | 7 de dezembro de 1969 | Para ser campeão, o Palmeiras também dependia de derrota de seu maior rival. Paradoxalmente, essa edição teve a 2ª maior média de público da história do Brasileirão. | [carece de fontes?] |

## Médias anuais gerais das competições
| Ano   | Público |
| ----- | ------- |
| 1937  | -       |
| 1959  | 10.360  |
| 1960  | -       |
| 1961  | -       |
| 1962  | -       |
| 1963  | -       |
| 1964  | -       |
| 1965  | -       |
| 1966  | -       |
| 19671 | 20.545  |
| 19672 | -       |
| 19681 | 17.749  |
| 19682 | -       |
| 1969  | 22.067  |
| 1970  | 20.259  |
| 1971  | 20.360  |
| 1972  | 17.590  |
| 1973  | 15.460  |
| 1974  | 11.601  |
| 1975  | 15.985  |
| 1976  | 17.010  |
| 1977  | 16.472  |
| 1978  | 10.539  |
| 1979  | 9.136   |
| 1980  | 20.792  |
| 1981  | 17.545  |
| 1982  | 19.808  |
| 1983  | 22.953  |
| 1984  | 18.523  |
| 1985  | 11.625  |
| 1986  | 13.423  |
| 19873 | 20.877  |
| 1988  | 13.811  |
| 1989  | 10.857  |
| 1990  | 11.600  |
| 1991  | 13.760  |
| 1992  | 16.814  |
| 1993  | 10.914  |
| 1994  | 10.222  |
| 1995  | 10.332  |
| 1996  | 10.913  |
| 1997  | 10.497  |
| 1998  | 13.488  |
| 1999  | 17.018  |
| 20004 | 11.546  |
| 2001  | 11.401  |
| 2002  | 12.866  |
| 2003  | 10.468  |
| 2004  | 7.556   |
| 2005  | 13.600  |
| 2006  | 12.300  |
| 2007  | 17.461  |
| 2008  | 16.992  |
| 2009  | 17.807  |
| 2010  | 14.800  |
| 2011  | 14.976  |
| 2012  | 13.148  |
| 2013  | 14.969  |
| 2014  | 16.537  |
| 2015  | 17.051  |
| 2016  | 15.219  |
| 2017  | 15.961  |
| 2018  | 18.821  |
| 2019  | 21.320  |
| 2020  | 0       |
| 20215 | 14.632  |
| 2022  | 20.681  |

## Melhores médias anuais de clubes
Clubes com melhores médias de público por ano:     
1937: Não disponíve
1959: Não disponível
1960: Não disponível
1961: Não disponível
1962: Não disponível
1963: Não disponível
1964: Não disponível
1965: Não disponível
1966: Não disponível
1967: Não disponível
1967:2 Não disponível
1968:1 Vasco da Gama: 37.296
1968:2 Não disponível
1969: Fluminense: 40.459
1970: Flamengo: 48.721
1971: Atlético-MG: 33.359
1972: Corinthians: 40.653
1973: Flamengo: 31.094
1974: Vasco da Gama: 37.853
1975: Internacional: 51.962
1976: Corinthians: 50.919
1977: Atlético-MG: 55.716
1978: Palmeiras: 31.878
1979: Flamengo: 41.955
1980: Flamengo: 66.507
1981: Flamengo: 52.802
1982: Flamengo: 62.435
1983: Flamengo: 63.021
1984: Vasco da Gama: 41.973
1985: Bahia: 41.497
1986: Bahia: 46.291
1987: Flamengo: 47.610
1988: Bahia: 35.537
1989: Flamengo: 21.300
1990: Atlético-MG: 26.748
1991: Atlético-MG: 30.452
1992: Flamengo: 42.922
1993: Corinthians: 37.330
1994: Atlético-MG: 22.673
1995: Atlético-MG: 21.072
1996: Cruzeiro: 98.800
1997: Bahia: 27 431
1998: Cruzeiro: 28.384
1999: Atlético-MG: 42.322
2000: Fluminense: 20.219
2001: Atlético-MG: 30.679
2002: Fluminense: 24.535
2003: Cruzeiro: 26.366
2004: Corinthians: 13.547
2005: Corinthians: 27.330
2006: Grêmio*: 25.632
2007: Flamengo: 39.221
2008: Flamengo: 40.694
2009: Flamengo: 41.553
2010: Corinthians: 27.446
2011: Corinthians: 29.397
2012: Corinthians: 25.222
2013: Cruzeiro: 28.911
2014: Cruzeiro: 29.678
2015: Corinthians: 34.188
2016: Palmeiras: 32.682
2017: Corinthians 40.007
2018: Flamengo 51.224
2019: Flamengo 59.285
2021: Atlético-MG 42.300
2022: Flamengo 51.757
2023: Flamengo 53.983
Em 2007, a maior média do Brasil foi pertencente ao Bahia, com uma média de 40.410 pagantes. Porém, o clube estava na Série C, então o Flamengo levou a "premiação" de maior média, com 39.221. O mesmo aconteceu em 2004 quando o Corinthians, que jogava a Série A, teve uma média de 13.547 pagantes, e o Bahia teve uma média de público de 32.664 pagantes, porém estava na Série B. 
Totais por clube no Brasileirão Série A
1. Flamengo: 17
2. Corinthians e Atlético Mineiro: 10
4. Cruzeiro e Bahia: 4
6. Vasco da Gama e Fluminense: 3
8. Palmeiras: 2
9. Internacional e Grêmio: 1
Médias gerais por clube
| 1. Flamengo: 29.159 2. Corinthians*: 25.842 3. Atlético Mineiro: 24.619 4. Palmeiras: 21.371 5. Bahia: 20.658 6. Cruzeiro: 20.201 7. Grêmio: 19.554 8. São Paulo: 19.381 9. Internacional: 19.332 10. Vasco da Gama: 17.625 11. Fluminense: 16.167 12. Brasiliense: 15.324 13. Santa Cruz: 15.273 14. Ceará*: 15.056 15. Sport: 14.094 16. Coritiba: 13.965 17. Botafogo: 13.430 18. Paysandu: 13.562 19. Vitória: 13.001 20. Goiás: 12.891 21. Santos: 12.651 22. Atlético Paranaense: 12.017 23. Náutico: 11.739 24. Figueirense: 9.575 25. Avaí* : 9.559 26. Atlético Goianiense*: 9.466 27. Santo André: 9.195 28. Guarani*: 8.426 29. Chapecoense: 8.174 30. Joinville*: 7.547 31. Ponte Preta: 7.522 32. Portuguesa*: 6.301 33. Criciúma*: 6.266 34. Juventude*: 5.386 35. América Mineiro : 5.064 36. São Caetano*: 4.111 37. Grêmio Prudente*: 3.692 38. Ipatinga*: 3.602 Fonte: Revista Placar - Guia do Brasileirão 2016, 2015, 2012, 2011, 2010, 2009, 2008, 2007, 2006, 2005, 2004 e 2003 (**) Considerando a PLACAR nº 1250, de novembro de 2002, pág. 38, haveria a inclusão de outros clubes nesta lista e possíveis mudanças de posição. Como exemplo, o America (RJ) com 6.500 espectadores em média, era o 49º colocado. Naturalmente esta lista sofreria distorções em função das poucas participações de alguns clubes em campeonatos com médias de públicos maiores do que as do Século XXI. Série A; até 2019; jogos com mando de campo \| 1. Flamengo: 66.507 (1980) 2. Atlético Mineiro: 55.664 (1977) 3. Santos: 49.306 (1983) 4. Corinthians: 47.729 (1976) 5. Internacional: 46.971 (1979) 6. Bahia: 46.291 (1986) 7. Vasco da Gama: 46.281 (1983) 8. Fluminense: 43.541 (1976) 9. Palmeiras: 42.417 (1983) 10. São Paulo: 41.179 (1981) 11. Cruzeiro: 37.035 (1983) 12. Grêmio: 36.648 (1981) 13. Sport: 35.580 (1998) 14. Botafogo: 34.720 (1981) 15. Fortaleza Esporte Clube: 32.999 (2019) 16. Clube Náutico Capibaribe: 30.918 (1983) 17. Ceará Sporting Club: 30.471 (2022) 18. Goiás Esporte Clube: 28.158 (1983) 19. Esporte Clube Vitória: 27.022 (1993) 20. Santa Cruz Futebol Clube: 25.478 (1980) 21. Club Athletico Paranaense: 23.801 (1983) 22. Coritiba: 21.754 (1980) 23. Guarani: 17.861 (1982) 24. Ponte Preta: 16.664 (1977) 25. Brasiliense: 15.324 (2005) 26. Portuguesa: 13.705 (1984) 27. Atlético Goianiense: 12.053 (1986) 28. Criciúma: 12.023 (1986) 29. Figueirense: 11.625 (2011) 30. Avaí: 10.820 (1976) 31. Chapecoense: 10.021 (2014) 32. América Mineiro: 9.667 (1973) 33. Santo André: 9.195 (1981) 34. Grêmio Prudente: 3.691 (2009) 35. Ipatinga: 3.602 (2008) \| 1 Em 1967 e 1968, foram realizados dois Campeonatos Brasileiros. Esta colocação refere-se ao torneio denominado na época de Torneio Roberto Gomes Pedrosa. 2 Em 1967 e 1968, foram realizados dois Campeonatos Brasileiros. Esta colocação refere-se ao torneio denominado na época de Taça Brasil. 3 Considerada apenas a Copa União. 4 Considerados apenas o Módulo Azul e a fase final da Copa João Havelange. 5 Várias partidas foram disputadas sem público ou com presença reduzida de espectadores devido a restrições decorrentes da Pandemia de COVID-19. Referência: «Quais foram os 10 maiores públicos do Brasileirão 2021? E as maiores médias de público?». Goal. 23 de dezembro de 2021. Consultado em 7 de janeiro de 2023. 1. 2. 3. 4. 5. 6. 7. 8. 9. 10. 11. 12. 13. 14. 15. 16. 17. 18. |
| 1. Flamengo: 66.507 (1980) 2. Atlético Mineiro: 55.664 (1977) 3. Santos: 49.306 (1983) 4. Corinthians: 47.729 (1976) 5. Internacional: 46.971 (1979) 6. Bahia: 46.291 (1986) 7. Vasco da Gama: 46.281 (1983) 8. Fluminense: 43.541 (1976) 9. Palmeiras: 42.417 (1983) 10. São Paulo: 41.179 (1981) 11. Cruzeiro: 37.035 (1983) 12. Grêmio: 36.648 (1981) 13. Sport: 35.580 (1998) 14. Botafogo: 34.720 (1981) 15. Fortaleza Esporte Clube: 32.999 (2019) 16. Clube Náutico Capibaribe: 30.918 (1983) 17. Ceará Sporting Club: 30.471 (2022) 18. Goiás Esporte Clube: 28.158 (1983) 19. Esporte Clube Vitória: 27.022 (1993) 20. Santa Cruz Futebol Clube: 25.478 (1980) 21. Club Athletico Paranaense: 23.801 (1983) 22. Coritiba: 21.754 (1980) 23. Guarani: 17.861 (1982) 24. Ponte Preta: 16.664 (1977) 25. Brasiliense: 15.324 (2005) 26. Portuguesa: 13.705 (1984) 27. Atlético Goianiense: 12.053 (1986) 28. Criciúma: 12.023 (1986) 29. Figueirense: 11.625 (2011) 30. Avaí: 10.820 (1976) 31. Chapecoense: 10.021 (2014) 32. América Mineiro: 9.667 (1973) 33. Santo André: 9.195 (1981) 34. Grêmio Prudente: 3.691 (2009) 35. Ipatinga: 3.602 (2008) |